# (9264) 1978 OQ
A (9264) 1978 OQ a Naprendszer kisbolygóövében található aszteroida. A Perthi Obszervatórium fedezte fel 1978. július 28-án.